# Апопій Віктор Володимирович
Апопій Віктор Володимирович (нар. 6 вересня 1940, Тарасівці, Новоселицький район, Чернівецька область — пом. 14 серпня 2020, Львів) — український вчений-економіст, доктор економічних наук, професор, заслужений працівник освіти і науки України, фахівець у галузі внутрішньої торгівлі та споживчої кооперації, один з основних авторів концепцій розвитку споживчої кооперації в Україні та розвитку внутрішньої торгівлі в Україні, головний редактор наукового журналу «Торгівля, комерція, підприємництво».

## Біографія
Віктор Апопій народився 6 вересня 1940 року в селі Тарасівці Новоселицького району Чернівецької області. У 1967 році з відзнакою закінчив Львівський торговельно-економічний інститут за спеціальністю «Товарознавство та організація торгівлі непродовольчими товарами», з 1971 року — на викладальській роботі в інституті.
У 1972 році захистив дисертацію на здобуття ступеня кандидата економічних наук на тему «Економічні зв'язки торгівлі та сільського господарства в умовах агропромислової інтеграції», виконану в аспірантурі при кафедрі організації торгівлі того ж інституту. У 1984 році отримав звання доцента, в 1990 році — професора. У 1999 році призначений проректором з наукової роботи Львівської комерційної академії. У 2008 році захистив докторську дисертацію на тему «Внутрішня торгівля і АПК України: теорія і практика економічної взаємодії». З червня 2009 року обіймав посаду завідувача кафедри комерційної діяльності та підприємництва Львівської комерційної академії. Був головою докторської спеціалізованої вченої ради Д 35.840.01 при Львівської комерційної академії (наукові спеціальності 08.00.03 та 08.00.04).

## Наукова діяльність
У 1991 році за безпосередньої участі Віктора Апопія була розроблена система відносин у сфері товарного обігу в Україні. У 1992-1993 роках проведена програма комерціалізації та приватизації торгових об'єктів Львівської області, а в 1995-1999 роках — комплексна програма соціально-економічного розвитку області, концепція розвитку торгівлі та сфери послуг регіону.
На загальноукраїнському рівні наукові розробки В. Апопія лягли в основу формування концептуальних положень розвитку споживчої кооперації України, Концепції розвитку внутрішньої торгівлі України, Програми розвитку ринкової торгівлі, Концепції розвитку національного кооперативного руху (1998 рік), а також низки законів України, указів Президента України та постанов Кабінету Міністрів України.
Підручник «Комерційна діяльність на ринку товарів та послуг» (2002 рік) під редакцією Віктора Апопія є першим в Україні виданням з даної проблематики. Результати наукової роботи вченого увійшли до складу «Економічної енциклопедії України».

## Нагороди
- Орден Дружби народів
- Відмінник освіти України
- Заслужений працівник освіти і науки України
- Заслужений професор Львівської комерційної академії
- Доктор Honoris Causa Кооперативно-торгового університету Молдови

## Окремі публікації
- Апопій В. В., Бабенко С. Г. , Гончарук Я. А., Антонюк Я. М., Балабан П. Ю., Дудла А. А. Комерційна діяльність на ринку товарів та послуг: Підручник / за ред. В. В. Апопія. — Київ: НМЦ Укоопосвіта, 2002. — 458 с. — ISBN 966-7568-25-3
- Апопій В. В. Внутрішня торгівля та АПК України: ефективність взаємоді // Внутрішня торгівля та АПК України: ефективність взаємоді / В. В. Апопій. — монографія. — Львів: Видавництво ЛКА, 2007. — 368 с. — ISBN 978-966-8561-97-9
- Апопий В. В. Система связей потребительской кооперации в АПК / В. В. Апопий. рец. В. А. Матусевич. — монография. — Москва: Экономика, 1986. — 166 с. — 5000 экз.
- Апопій В. В., Бабенко С. Г., Бесчасний Л. К., Лукінов І. І. та ін. Підвищення ролі споживчої кооперації в АПК // Споживча кооперація України: Проблеми сучасного розвитку. Ринкова орієнтація споживчої кооперації України. — монография. — Львів: Видавництво «Коопосвіта», 1994. — Т. 1. — 366 с.
- Апопій В. В., Башнянін Г. І., Ващишин А. М. та інші. Структурні трансформації в системі торгівлі // Економічні системи / За ред. Г. І. Башнянина. — Львів: Видавництво ЛКА, 2006. — Т. 1. — 484 с.